# Areiópolis
Areiópolis is een gemeente in de Braziliaanse deelstaat São Paulo. De gemeente telt 11.157 inwoners (schatting 2009).